# Leonor de Orange-Nassau
Leonor Maria Irene Enrica (Leonore Marie Irene Enrica; Haia, 3 de junho de 2006) é a terceira criança e segunda menina do príncipe Constantino dos Países Baixos e de sua esposa, Laurentina Brinkhorst. Ela é um membro da família real holandesa e atualmente ocupa o sétimo lugar na linha de sucessão ao trono dos Países Baixos.
Leonor possui dois irmãos mais velhos: Eloísa (nascida em 2002) e Claus-Casimiro (nascido em 2004).

## Nascimento e batismo
A condessa Leonor nasceu a 3 de junho do ano de 2006, no Hospital Bronovo, localizado em Haia, a terceira mais populosa cidade dos Países Baixos. Na ocasião, pesava 3,03kg e media 48cm. Ela é uma dos oito netos de Beatriz, rainha emérita dos Países Baixos, e de seu marido, Claus, Príncipe Consorte, o qual morreu em 6 de outubro de 2002, de doença prologanda, aos 76 anos de idade.
Foi batizada 5 meses após seu nascimento, em 8 de outubro de 2006, no palácio Het Loo, em Apeldoorn, uma cidade da província de Guéldria, nos Países Baixos. Na cerimônia, estiveram presentes amigos e parentes de seus pais.
A pequena condessa teve quatro padrinhos, sendo eles:
1. Máxima, Rainha dos Países Baixos, sua tia paterna;
2. Marius Brinkhorst, irmão de sua mãe;
3. Juliana Guillermo, prima-irmã de seu pai;
4. Juan Carlos Ullens de Schooten Whettnall.

## Títulos e estilos
- 3 de junho de 2006 - presente: "Leonor Maria Irene Enrica, Condessa de Orange-Nassau, Senhora de Amsberg"

Por Decreto Real de 11 de maio de 2001, n° 227, foi determinado que todos os filhos e descendentes de linha masculina do príncipe Constantino dos Países Baixos deveriam portar o título de Conde/Condessa de Orange-Nassau e o honorífico Senhor/Senhora de Amsberg, tendo o sobrenome Van Oranje-Nassau van Amsberg.
Após a abdicação da rainha Beatriz, em 30 de abril de 2013, os filhos do príncipe Constantino e de sua esposa deixaram de ser membros da Casa Real Holandesa, apesar de continuarem a fazer parte da família real.